# Méthode de Gutmann
 (septembre 2013).
Si vous disposez d'ouvrages ou d'articles de référence ou si vous connaissez des sites web de qualité traitant du thème abordé ici, merci de compléter l'article en donnant les références utiles à sa vérifiabilité et en les liant à la section « Notes et références ».
La méthode de Gutmann est un algorithme qui permet d'effacer le contenu d'un disque dur ou un fichier d'un ordinateur de façon sûre. Créée par Peter Gutmann et Colin Plumb, cette méthode écrit 35 passages d’effacement, elle utilise des combinaisons différentes de bits pour masquer au mieux l’enregistrement d’origine et rendre illisible toute tentative d’inspection des zones du disque.
C'est une norme qui, bien qu'étant toujours implantée sur de nombreux logiciels encore aujourd'hui, n'est plus utilisée au profit d'autres algorithmes, utilisant notamment des séquences de caractères aléatoires en remplacement des données effacées.
Cette méthode de formatage est peu à peu remplacée pour laisser place au dégaussing sur les disques mécaniques (HDD).

## Logiciels implémentant la Méthode de Gutmann

### Logiciels gratuits
- VeraCrypt, logiciel de chiffrement à la volée.
- CCleaner, logiciel gratuit de nettoyage de disque et d'optimisation pour Windows.
- Darik's Boot and Nuke, un logiciel libre qui permet l'effacement de données qui implémente, entre autres, la méthode de Gutmann.
- Eraser, un logiciel libre d'effacement de données.
- HardWipe, un logiciel Freeware d'effacement de données.(Windows 7,10)
- Recuva, logiciel gratuit de récupération de fichiers effacés sous Windows.
- shred des GNU Core Utilities.
- Spybot, logiciel gratuit anti-espions (spyware en anglais), incorpore un destructeur de fichiers depuis peu.
- OnyX, utilitaire multi fonctions pour macOS
- File Shredder, un utilitaire de destruction de fichiers gratuit pour Windows l'utilise également.
- AVG antivirus gratuit.
- DiskCryptor, logiciel de cryptage de supports.

### Logiciels payants
- TuneUp Shredder, logiciel inclus dans la suite payante TuneUp Utilities.
- Avast Anti-Virus,dans sa version Premium.